# Tenyérfelismerés
A tenyérfelismerés egy biometrikus azonosító eljárás.
A biometrikus azonosító eljárás olyan automatikus technika, amely felismeri egy személy egyedi fizikai, testi jellemzőit és ezeket a személy azonosításra és hitelesítésre használja fel.
A ma többségében használatos azonosítási eljárások nem túl biztonságosak.
A chipkártyák, mágneskártyák, a fizikai kulcsok stb. elveszthetők, ellophatók, lemásolhatók.  A jelszavak, PIN-kódok szintén lemásolhatók, elveszíthetők, és könnyen feltörhetők.
A biometrikus azonosító módszerek a fenti hátrányoktól nagyrészt mentesek. Testi jellemzőinket mindig magunknál hordjuk, nem elveszíthetők, nem másolhatók.

## Gyors biometrikus azonosító eljárások
Ezek az eljárások néhány másodperc után eredményt adnak  (azonosítás).
- ujjlenyomat azonosítás
- Kézgeometria felismerés
- Arctermogram (arc hőtérkép)
- Írisz-felismerés
- Retina felismerés
- Hangminta analízis

Nagyobb biztonságot nyújt, ha legalább két különböző módszert együtt alkalmaznak.

## Lassú biometrikus azonosító eljárások
- DNS minta analízis (néhány órát igényel az azonosítás).

## Tenyérfelismerés
A gyors biometrikus azonosító módszerek jóval nagyobb biztonságot nyújtanak, mint a kódok, pin kódok, chipkártyák, stb., de ezek is megtámadhatók, és megtéveszthetők.
A tenyérfelismerő módszer előnye az, hogy hasonlóan gyors, mint a már ismert gyors módszerek, de szinte lehetetlen csalni vele.
A  Fujitsu PalmSecure technológiája a tenyérvéna-mintázat felismerésén alapul. Ennek az is az előnye, hogy levágott tenyérrel nem lehet ’becsapni’ a detektort, mert a készülék érzékeli a - tárolt minta mellett - az élő szervezet véráramlását is. http://www.fujitsu.com/hu/solutions/palmsecure/ Archiválva 2013. július 23-i dátummal a Wayback Machine-ben
A speciális terminál a vér hemoglobintartalmát is ellenőrzi és ennek beolvasásával egy infravörös érzékelő készít az erek mintázatáról képet. Itt a „hamis ujj” módszerével nem lehet megtéveszteni az érzékelőt.
A tenyérfelismerő módszer további előnye, hogy az érzékelő  5 cm-ről is felismeri a tenyér jellemzőit.
A tenyérfelismerő rendszerek már megtalálhatók pos-termináloknál, beléptető rendszereknél és egyéb nagyobb biztonságot igénylő alkalmazásoknál. A sorozatgyártás felfutásával olcsóbbak lesznek és tömegesen elterjedhetnek. (Jelenleg 200 USD egy komplett berendezés /2013/)
Az ujjlenyomat esetében minden százezer leolvasásra jut egy hiba, a tenyérleolvasásnál ez az arány 1:1,25 millió.Board, XI. évfolyam 20. szám